# Alter Botanischer Garten (Monaco di Baviera)
L'Alter Botanischer Garten (Vecchio Giardino Botanico) è un giardino di Monaco di Baviera, nelle vicinanze della Karlsplatz, dirimpetto al palazzo della giustizia.

## Storia
Il giardino, a pianta semicircolare, venne costruito tra il 1804 ed il 1814 su progetto di Ludwig von Sckell, ideatore anche dell'Englischer Garten.
L'accesso al giardino avviene attraverso un portale in stile neoclassico, realizzato nel 1811 da Emanuel Joseph d'Herigoyen e recante un'iscrizione tratta da un'opera di Goethe.
Nel 1854 all'interno del giardino venne costruito il Glaspalast, ispirato al Crystal Palace di Londra. Il palazzo venne costruito per la prima Esposizione Industriale. 
Nel 1875 fu smantellata la Fontana del Glaspalast (creata da August von Voit nel 1853), poi ricostruita integralmente nel quartiere di Haidhausen, in Weißenburger Platz.
Nel 1914 fu realizzato un nuovo Giardino botanico Nymphenburg di Monaco di Baviera adiacente ai giardini del Castello di Nymphenburg, pertanto il vecchio giardino botanico divenne un parco comunale.
Nel 1931 il palazzo andò distrutto a causa di un incendio e andarono perduti anche vari dipinti del periodo romantico tedesco. Nel decennio successivo al suo posto fu costruito un padiglione per esposizioni d'arte di dimensioni modeste, nel quale ancora oggi vengono organizzate mostre.
Tra il 1935 ed il 1937 venne costruito un ristorante all'interno del parco e Joseph Wackerle realizzò la Neptunbrunnen (Fontana di Nettuno), con una statua ispirata al David di Michelangelo.

## Galleria d'immagini

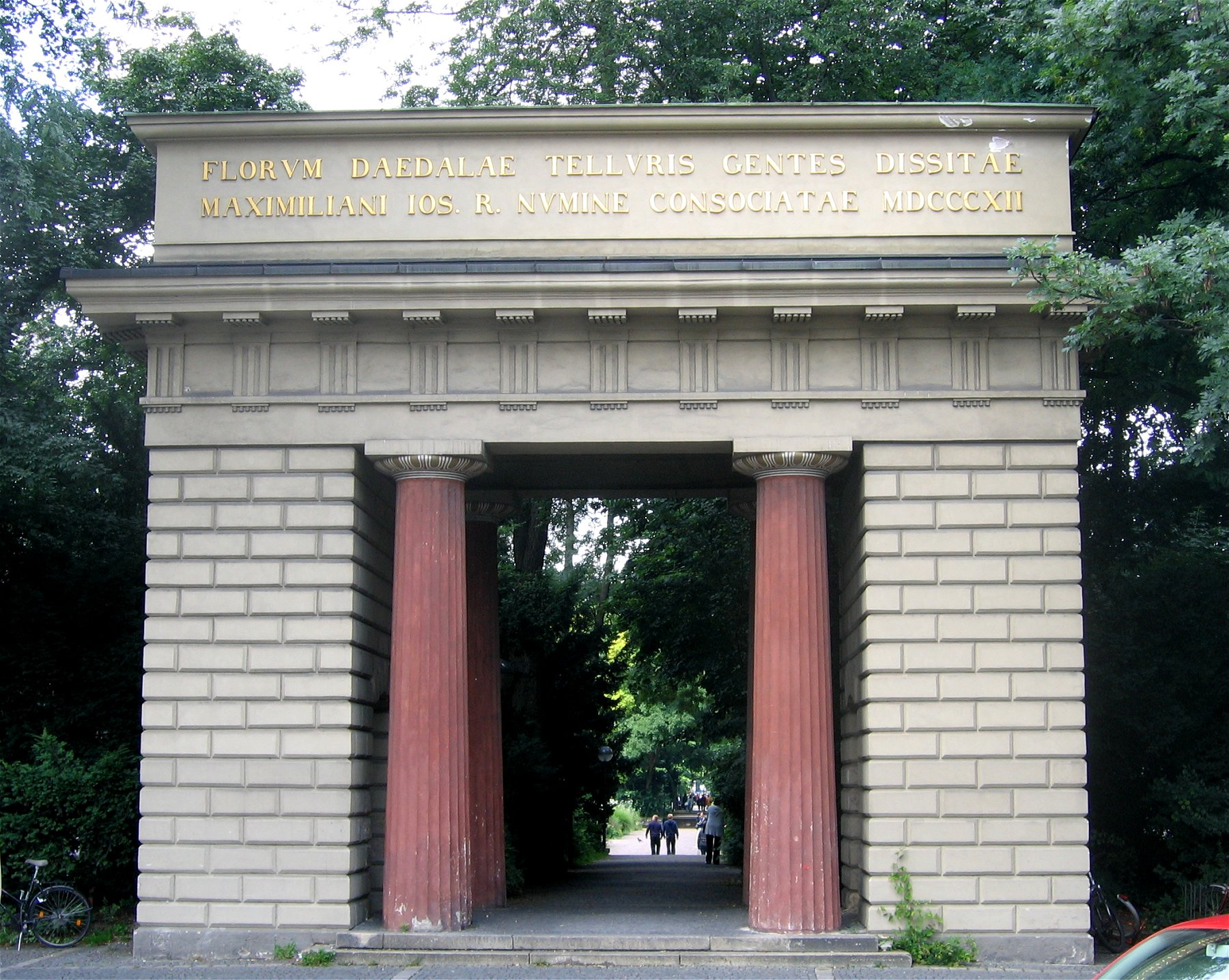
Portale d'ingresso neoclassico
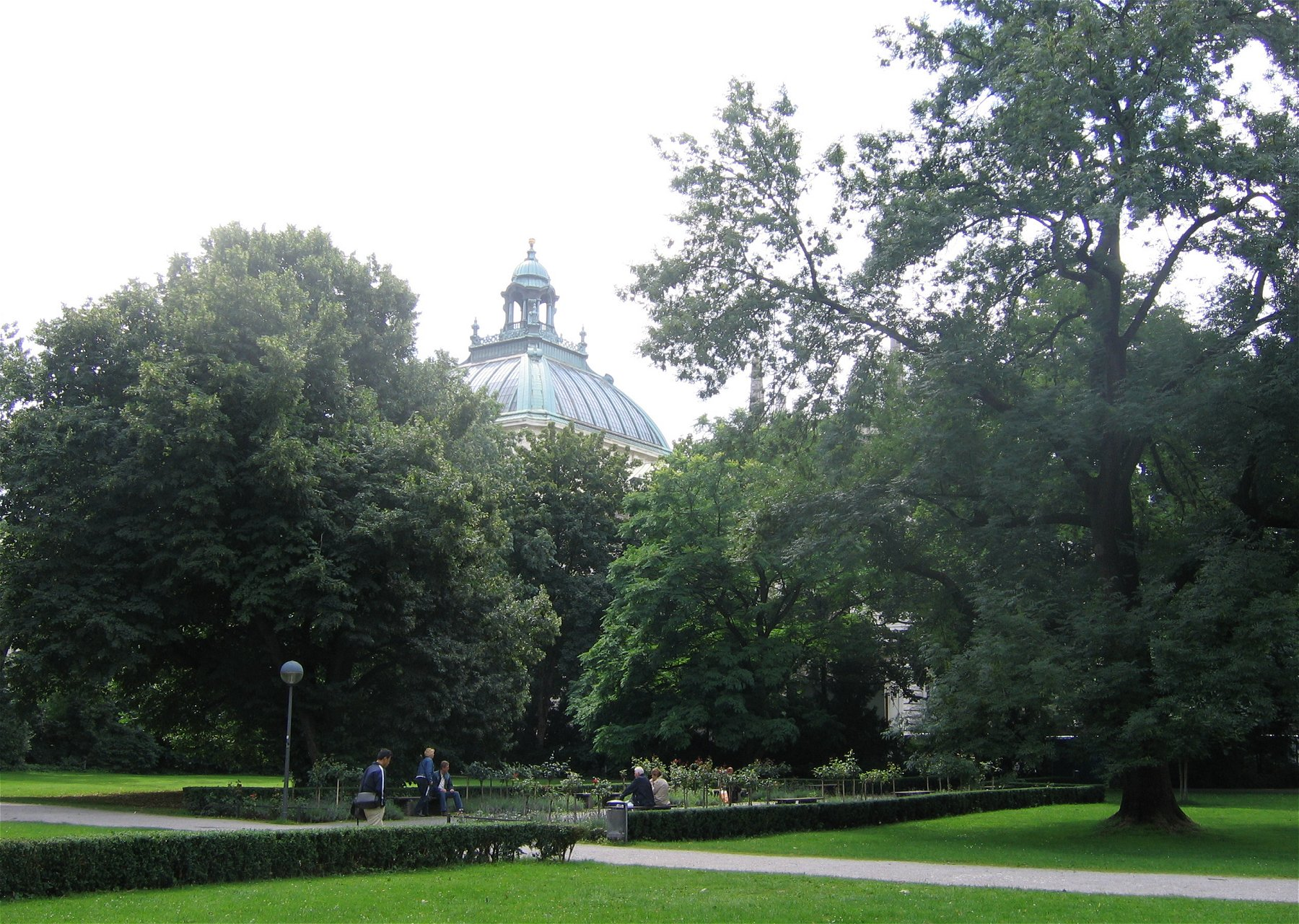
Il vecchio giardino botanico con la cupola del Justizpalast
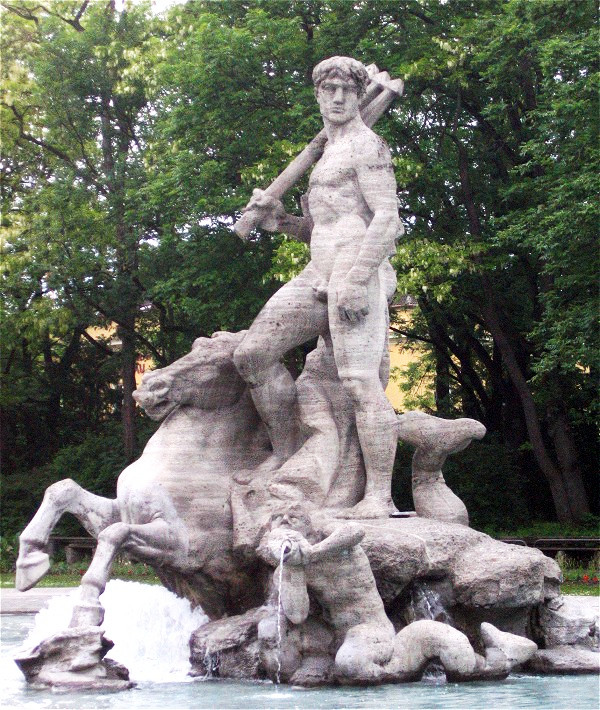
La Neptunbrunnen all'interno del giardino